# Mihai Mihăiță
Mihai Mihăiță (n. 14 septembrie 1930, Voloiac, Mehedinți, România) este un inginer și profesor universitar român de căi ferate.

## Biografie
Născut la 14 septembrie 1930, în comuna Voloiac, județul Mehedinți, a urmat Liceul teoretic “Mihai Viteazul” din București, absolvind în 1950. În continuare a urmat Institutul de Căi Ferate București, obținând titlul de inginer în 1955. Ulterior. în 1977 a obținut titlul de doctor inginer la Institutul Politehnic București. 
Începpndu-și activitatea ca inginer în ateliere de proiectare și în activități feroviare operaționale, a fost promovat ministru adjunct la Ministerul Transporturilor și Telecomunicațiilor (1962-1967) lucrând în continuare ca director general al Regionalei de Căi Ferate București (1967-1972) și director al Centrului de Calcul Electronic al Ministerului Transporturilor și Telecomunicațiilor (1972-1989). 
Mihai Mihăiță a fost reprezentant al României în organisme internaționale de specialitate în domeniul transporturilor. A participat la proiectarea a patru sisteme informatice feroviare internaționale și a realizat peste 100 de proiecte și studii în domeniul feroviar și informaticã în transporturi. 
A fost membru în Colegiul Consultativ pentru Cercetare Dezvoltare și Inovare (2005-), profesor asociat la Facultatea de Transporturi a Universității Politehnica din București (1981-); profesor onorific al Universitãții Politehnica Timișoara. A publicat în reviste de specialitate din țară și strainătate peste 90 lucrări știintifice și peste 70 lucrări cu caracter de analiză retrospectivă, istoria tehnicii, orientare, perspectivă și atitudine. A participat cu comunicări științifice publicate în volum la peste 80 de conferințe interne și internaționale.
Este membru fondator și vicepreședinte al Academiei de Științe Tehnice din România (ASTR) (1997-) și membru fondator al Academiei Oamenilor de Științã din România (AOȘ) (2007-); membru în Comisia de ciberneticã a Academiei Române (1972-); membru corespondent al Pan American Academy of Engineering (2003-). Este președinte al Asociației Generale a Inginerilor din România (AGIR) (1990-)..
A fost membru în Comitetul executiv și în Comitetul de tehnologie din cadrul Federației Mondiale a Organizațiilor Inginerești (FMOI) (2001-2007), (1995-1999); membru în Comitetul executiv al Federației Europene a Asociațiilor Naționale Inginerești (FEANI) (1996-2000). 

## Activitate publicistică

### Cărți
- Repere ale ingineriei românești, Mihai Mihăiță, Florin-Teodor Tănăsescu, Mihai Olteneanu, (Editura AGIR - București 2000), ISBN: 973-8130-15-8;
- Ingineria in fața provocărilor secolului XXI, Mihai Mihăiță (Editura AGIR - București 2011), ISBN 978-973-720-371-7;
- Moment aniversar Mihai Mihăița 80, Editura AGIR - București, 2012, ISBN: 978-973-720-430-1
- Un sfert de secol de la (re)nașterea A.G.I.R.. Primii pași, Mihai Mihăiță, 2016, Editura AGIR - București, ISBN: 978-973-720-633-6
- Asociația Generala a Inginerilor din Romania  100 de ani de la înființare. Documente și confesiuni, Mihai  Mihăiță, Editura AGIR, București 2018, ISBN: 978-973-720-752-4;
- In vâltoarea vremurilor. Gândurile unui inginer, Mihai Mihăiță, (Editura AGIR - București 2024), ISBN: 978-973-720-911-5.